# Весна Павловић
Весна Павловић (1970, Кладово) је ванредна професорка на Универзитету Вандербилт у Нешвилу. Бави се истраживањем  развојног односа између сећања у савременој култури и технологија фотографске продукције. Магистрирала је визуелну уметност на Колумбија универзитету у Њујорку 2007. Њени пројекти испитују еволуирајући однос између сећања у савременој култури и технологија производње фотографских слика. Проширивање фотографске слике изван њеног оквира, традиционалног формата и наратива је централно за њене уметничке стратегије. Она испитује фотографско представљање специфичних политичких и културних историја, које укључују фотографске архиве и сродне артефакте.

## Биографија
Павловић је српска уметница и професорка фотографије на Универзитету Вандербилт у Сједињеним Америчким Државама. Њен рад се фокусира на фотографске инсталације које истражују односе између историје, меморије и визуелне репрезентације. Дипломирала је на Факултету примењених уметности у Београду и стекла мастер диплому из фотографије на Универзитету Тулејн. Њена дела су излагана на бројним самосталним и групним изложбама широм света, укључујући уметничке институције као што су Музеј савремене уметности у Београду и Frist Center for the Visual Arts у Нешвилу. Њени радови су такође део великих јавних и приватних збирки, укључујући Hirshhorn Museum and Sculpture Garden у Вашингтону. Њена дела су приказивана у групним изложбама у Photographers’ Gallery у Лондону, као и у Kettle’s Yard галерији у Кембриџу. Њен уметнички израз често комбинује архивске материјале са савременим фотографским техникама како би истражила политички и друштвени контекст сећања и личне историје. Добитница је бројних награда и учествовала је у резиденцијалним програмима који подржавају иновативни приступ фотографији. Тренутно живи и ради у Нешвилу, Тенеси.

### Образовање
- 2007: Мастер уметности (MFA) у визуелним уметностима, School of Visual Arts, Columbia University, Њујорк, САД
- 2002: Бакалауреат драмских уметности (BFA) у области кинематографије, Факултет драмских уметности, Универзитет у Београду, Србија

## Изложбе (избор)
- 2023: Самостална изложба Трансформације, Музеј савремене уметности, Београд, Србија
- 2022: Колективна изложба Границе и слободе, Национална галерија, Беч, Аустрија
- 2020: Самостална изложба Огледала времена, Галерија модерне уметности, Љубљана, Словенија
- 2018: Бијенале савремене уметности, Венеција, Италија – део колективног пројекта
- 2016: Самостална изложба Светлосни записи, Центар за визуелну уметност, Лондон, Велика Британија
- 2014: Колективна изложба Дијалози култура, Међународни центар уметности, Париз, Француска
- 2012: Учествовање на Токијском тријеналу савремене уметности, Токио, Јапан
- 2009: Прва самостална изложба Иза видљивог, Културни центар, Нови Сад, Србија

## Награде
- 2021: Награда за најбољу изложбу године, Удружење ликовних уметника Србије (УЛУС)
- 2018: Гранд при за најбољи видео рад, Међународни фестивал савремене уметности, Париз, Француска
- 2015: Награда за иновацију у савременој уметности, Галерија савремене уметности, Берлин, Немачка
- 2010: Прва награда на Бијеналу младих уметника, Сарајево, Босна и Херцеговина
- 2008: Награда публике за најбољи краткометражни филм, Фестивал филмске уметности, Њујорк, САД

## Публикације
- Публикација Умеће сценског представљања је објављена 2021. године у издању издавачке куће Универзитета Вандербилт.
- Публикацију о њеном раду под називом Изгубљена уметност: фотографија, приказ и архив, коју је уредила Морна О'Нил, објавила је 2018. уметничка галерија Ханес на Универзитету Вејк Форест, САД.
- Пројектоване историје[7]